# 諾斯卡河
諾斯卡河是俄羅斯的河流，由秋明州負責管轄，屬於額爾齊斯河的左支流，河道全長374公里，流域面積8,500平方公里，河水主要來自雨水和融雪，每年十月至翌年五月結冰。